# Otto von Habsburg
Otto von Habsburg (punim imenom Nadvojvoda Franz Joseph Otto Robert Maria Anton Karl Max Heinrich Sixtus Xavier Felix Renatus Ludwig Gaetan Pius Ignatius Austrijski; Beč, 20. studenog 1912. – Pöcking, 4. srpnja 2011.), austrijski nadvojvoda i čelnik kuće Habsburg.  Bivši je prijestolonasljednik Austrije, Češke, Hrvatske (1916. – 1918.) i imenovani mađarski kralj od 1922. do 1946. kada su komunisti ukinuli monarhiju u Mađarskoj. Bio je habsburški pretendent na austrijsko prijestolje od 1922. Otto je najstariji sin posljednjeg austrougarskog vladara Karla IV. i njegove supruge, Zite od Bourbon-Parme. Bivši je član Europskog parlamenta gdje je zastupao Kršćanski socijalni savez Bavarske (CSU) i počasni je predsjednik Međunarodnog paneuropskog saveza. Također je utjecao na nastanak Crno-žutog saveza.
Otto je živio u Bavarskoj i bio je državljanin Njemačke, Austrije, Hrvatske i Mađarske. Njegovo službeno ime u Njemačkoj bilo je Otto von Habsburg, a u Austriji Otto Habsburg-Lothringen, jer je u Republici Austriji po ustavu zabranjeno rabiti plemićke naslove kao što je "von". Ponekad se naziva i Nadvojvoda Otto Austrijski, Prijestolonasljednik Austrijski, a u Mađarskoj Habsburg Ottó.

## Rani život
Otto von Habsburg rođen je u Villi Wartholz u Reichenau an der Rax u Donjoj Austriji. Kršten je 25. studenog 1912. u Villi Wartholz, a krstio ga je bečki nadbiskup kardinal Franz Xavier Nagl. Kum mu bio je car i kralj Franjo Josip I. (kojeg je predstavljao nadvojvoda Franjo Ferdinand); kuma mu je bila je njegova baka Infanta Maria Antonia Portugalska.
U studenome 1916., Otto je postao prijestolonasljednik Austro-Ugarske kada je njegov otac, nadvojvoda Karlo, stupio na prijestolje. Međutim, 1918., na kraju Prvog svjetskog rata, Austro-Ugarska se raspala, a na njenu teritoriju nastale su nove države: Prva Austrijska Republika, Mađarska Demokratska Republika, Čehoslovačka i Kraljevina Srba, Hrvata i Slovenaca, a kraljevska je obitelj natjerana u izbjeglištvo. Mađarska ponovno postaje kraljevina, no Karlo nije ponovno stupio na prijestolje. Umjesto njega, Miklós Horthy vladao je kao regent do 1944., u kraljevstvu bez kralja.

## Godine u izbjeglištvu
Ottova obitelj godine u izbjeglištvu provodi u Švicarskoj, kasnije na portugalskome otoku Madeira, gdje prerano umire kralj Karlo 1922., ostavljajući devetogodišnjega Otta kao pretendenta za prijestolje, koji živi u baskijskome gradu Lekeitio. U međuvremenu je austrijski parlament odbacio habsburšku dinastiju i zaplijenio svu službenu imovinu Habsburgovaca (Habsburški zakon donesen 3. travnja 1919.).
Godine 1935. Otto je diplomirao na Katoličkom sveučilištu u Leuvenu, gdje je studirao društvene i političke znanosti.
Od očeve smrti i za vrijeme izbjeglištva, Otto se smatrao pravnim nasljednikom austrijskog cara i to je izjavio u mnogo prilika. 1937. zapisao je,
“Znam vrlo dobro da bi velika većina austrijskoga stanovništva željela da ja preuzmem nasljedstvo mirodobnoga cara, moj voljeni oče, bolje ranije nego kasnije (...) Austrijski narod nikada nije dao glasa u korist republike. Ostao je tih, iscrpljen od duge borbe, i iznenadno uzet od smjelosti revolucionara 1918. i 1919. Odustao je od svega kada je shvatio da je revolucija silovala pravo na život i slobodu. (...) Takvo povjerenje mi je težak teret. Prihvaćam ga spremno. Božjom voljom, sat ponovnog ujedinjenja između vojvode i naroda doći će uskoro.”

## Suprotstavljanje nacističkoj vladi
Strasni austrijski domoljub, Otto se odupirao nacističkome Anschlussu Austrije 1938. (nacisti su skovali tajni plan invazije na Austriju kodiranog nazivom "Otto" jer su planirali napasti odmah nakon što bi Otto došao na prijestolje). Kako ga je Hitler osudio na smrt, odlučuje napustiti cijelu Europu. Otto je većinu ratnoga vremena proveo u Washingtonu (1940. – 1944.), nakon što je pobjegao iz Belgije u Pariz s majkom, bivšom kraljicom Zitom, i drugim članovima obitelji. Njegove rođake Maksimilijana, vojvodu od Hohenberga i princa Ernsta od Hohenberga uhitio je u Beču Gestapo i poslao ih u koncentracijski logor. Kada je Pariz bio u opasnosti, obitelj napušta francuski glavni grad i odlazi u Portugal s vizom koju je izdala Aristides de Sousa Mendes, portugalska konzulica u Bordeauxu. Poslije rata, Otto je živio u Francuskoj i Španjolskoj.

## Politička karijera
U proglasu iz 31. svibnja 1961., Otto se odrekao svih prava na nasljedstvo na prijestolje i proglasio se "odanim građaninom republike" "iz čisto praktičkih razloga". U intervjuu iz 2007. povodom svoga 95. rođendana Otto je izjavio:
"Ovo je bila takva zloglasnost, radije bih da je nikada nisam ni potpisao. Zahtijevali su da se uzdržim politike. Ne bih sanjao o udovoljavanju (na taj zahtjev). Jednom kad kušaš opijum politike, nikada ga se ne riješavaš."
Kada je Austrijski administrativni sud 24. svibnja 1963. donio odluku o povlačenju zabrane ulaska u Austriju Ottu von Habsburgu nastalo je političko neslaganje, a događala su se i mnoga uhićenja, što je državu dovelo pred krizu. Taj događaj naziva se "Habsburška kriza" (Austrija je od 1955. neutralna u pogledu na republiku ili monarhiju). 1. lipnja 1966. u Austriji je izabrana nova vlada, a tada Otto dobiva i austrijsku putovnicu i napokon je posjetio domovinu 31. listopada 1966.
Kao rani zagovaratelj ujedinjene Europe, Otto je bio predsjednik Međunarodnog paneuropskog saveza od 1973. do 2004. Od 1979. do 1999. bio je član Europskog parlamenta gdje je zastupao bavarski CSU, a postao je viši član nadnacionalnoga tijela. Također je član društva Mont Pelerin.
Bio je veliki zagovaratelj širenja Europske unije, a posebno se zalagao za približavanje Mađarske, Slovenije i Hrvatske istoj. Tijekom svog zastupanja u parlamentu, Otto je udario člana Europskog parlamenta Iana Paisleya (Ivan Pavao II. držao je govor Europskom parlamentu 1988., a Paisley je ušutkao papu, "Proglašavam te antikristom!", držeći poster s natipisom "Papa Ivan Pavao II. antikrist", nakon čega je udaljen sa sasjedanja i izbačen iz parlamenta od strane ostalih zastupnika.)
Otto je sudjelovao u organiziranju Paneuropskog piknika na austrijsko-mađarskoj granici 19. kolovoza 1989. Taj događaj simbolizirao je pad komunizma i diktature u Europi.
Otto je šef Foruma triju vjera, skupine koja ohrabruje prijateljstvo, dobru volju i razumijevanje između ljudi triju monoteističkih vjera kršćanstva, židovstva i islama u Ujedinjenom Kraljevstvu i drugdje.
U siječnju 2007. svog sina proglasio je čelnikom kuće Habsburg. 5. srpnja 2007. je dobio Slobodu grada Londona od Sir Gavyna Arthura, bišeg londonskog gradonačelnika.
Umro je 4. srpnja 2011. u 99. godini života u svojoj kući u Pöckingu u Bavarskoj.Pokopan je 16.srpnja 2011. u Beču u grobnici dinastije Habsburg.

## Obiteljski život
Otto se oženio Princezom Reginom od Saxe-Meiningena 1951. Brak je trajao do njezine smrti 2010. Imali su sedmero djece, 23 unučadi i jedno praunuče
Otto živi kao umirovljenik u Villi Austria u Pöckingu kod Starnberga, u općini Starnberg, kod jezera Starnberger See, Gornja Bavarska, Bavarska, Njemačka.

## Otto von Habsburg i Hrvatska
Otto se dokazao kao iskreni prijatelj Hrvatske. U proljeće 1990., nekoliko tjedana nakon prvih višestranačkih izbora, posjetio je Zagreb i sastao se s predsjednikom Franjom Tuđmanom i ostalim visokim hrvatskim dužnosnicima. Tom prigodom je izjavio da su "Hrvati stoljećima bili vjerni obitelji Habsburg" i da u novim političkim okolnostima osjeća moralnu dužnost da im pripomogne u vraćanju europskog identiteta. U raznim europskim institucijama neumorno je lobirao za priznanje hrvatske samostalnosti i suverenosti. Na pitanje novinara zašto je tako uporan u svojim prohrvatskim stavovima odgovorio je da je "rođen u Austro-Ugarskoj i da se osjeća Hrvatom" te da je do svoje sedamnaeste godine tečno govorio hrvatski. Cilj mu je bio da se Hrvati uvjere da Habsburgovci "nisu onakvi kakvima su desetljećima prikazivani u jugoslavenskim povijesnim udžbenicima". Nakon izbijanja Domovinskog rata Otto i ostali članovi obitelji Habsburg aktivno su se uključili u organiziranje i prikupljanje humanitarne pomoći za Hrvatsku. U Hrvatskoj je scenarist i redatelj Vanja Vinković snimio dokumentarni film "Otto i Hrvati/Otto und die Kroaten" (2013.) u kojemu, osim Otta, o svezi obitelji Habsburg i Hrvata, govore Karl von Habsburg, Eva Demmerle, Stephan Baier, Pavo Barišić, Mislav Ježić i Franjo Komarica (prvi hrvatski dokumentarni film prikazan u Europskom parlamentu u Strasbourgu 14. siječnja 2015.).
Početkom 2000. u Zagrebu je predstavljena njegova knjiga Paneuropska ideja: vizija postaje zbiljom. U predgovoru te knjige Otto je sažeo svoju viziju hrvatske budućnosti oslobođenu bilo kakve habsburške nostalgije:
"Hrvatska, koja je velikim žrtvama branila svoja demokratska postignuća i pravnu državu, već od samoga početka nije ostavljala bilo kakve dvojbe oko svoje europske orijentacije. To je prirodno, jer Hrvatska po svojoj cijeloj povijesti i tradiciji, nije zemlja Balkana već država Srednje Europe. Usprkos svim otporima iz Bruxellesa, vlast u Zagrebu se čvrsto drži orijentacije da uvede Hrvatsku u Europsku uniju. Tamo je i pravo mjesto te zemlje, kojoj je tijekom stoljeća za mnogo toga Europa morala biti zahvalna...Europa ne može biti cjelovita bez te vrijedne zemlje, pune tradicije, koja na osebujan i jedinstven način ujedinjuje sredozemnu i srednjoeuropsku kulturu."
Godine 2004. nadvojvoda je u Čakovcu na Dan Zrinskih 30. travnja posadio drvo oprosta i pomirenja te otkrio prigodni spomenik kao poklon gradu Zrinskih. 

## Vanjske poveznice
- Erzherzog Dr. Otto von Habsburg (Autorisierte Ehrenseite)
- Video intervju s Ottom von Habsbourgom (francuski)  Arhivirana inačica izvorne stranice od 17. srpnja 2011. (Wayback Machine)
- Crno-žuti savez
- Neokrunjeni car: život i vremena Otta von Habsburga; autor: Gordon Brook-Shepherd (engleski)
- [neaktivna poveznica]
- Nadvojvotkinja Regina von Habsburg
- Habsburška monarhija; autor:Wickham Steed; 1913. (engleski)  Arhivirana inačica izvorne stranice od 18. veljače 2006. (Wayback Machine)
- Devedeset godina Otto von Habsburga, članak  Arhivirana inačica izvorne stranice od 20. lipnja 2008. (Wayback Machine)

| Prethodnik: Karlo I. Austrijski, austrijski car i ugarsko-hrvatski kralj | Titularni princ Austrije, Mađarske, Hrvatske i Češke | Nasljednik: Karl Habsburg-Lothringen |